# McMinnville (Tennessee)
McMinnville ist eine City im und Verwaltungssitz von Warren County im US-BundesstaatTennessee. Das U.S. Census Bureau hat bei der Volkszählung 2020 eine Einwohnerzahl von 13.788 ermittelt.

## Demografie
Nach einer Schätzung von 2019 leben in McMinnville 13.769 Menschen. Die Bevölkerung teilte sich im selben Jahr auf in 89,2 % Weiße, 2,4 % Afroamerikaner, 0,4 % amerikanische Ureinwohner, 0,8 % Asiaten, 0,6 % Ozeanier und 4,0 % mit zwei oder mehr Ethnizitäten. Hispanics oder Latinos aller Ethnien machten 10,9 % der Bevölkerung aus. Das mittlere Haushaltseinkommen lag bei 35.909 US-Dollar und die Armutsquote bei 31,6 %.

## Partnerstädte
- Mikawa, Japan

## Söhne und Töchter der Stadt
- John Houston Savage (1815–1904), Politiker
- Samuel C. Lind (1879–1965), Chemiker und Hochschullehrer
- Dottie West (1932–1991), Country-Sängerin